# Aprophata ruficollis
Aprophata ruficollis là một loài bọ cánh cứng trong họ Cerambycidae.